# Barthélemy Yaouda
Barthélemy Yaouda Hourgo (ur. 31 stycznia 1964 w Mayo-Ouldémé) – kameruński duchowny katolicki, biskup diecezji Yagoua od 2008.

## Życiorys

### Młodość i prezbiterat
Święcenia diakonatu otrzymał 16 stycznia 1996. Święcenia kapłańskie otrzymał 8 listopada 1997. Inkardynowany do diecezji Maroua-Mokolo, po dwuletnim stażu wikariuszowskim został proboszczem w Makulahé. W 2003 został wikariuszem generalnym diecezji i proboszczem parafii katedralnej. W 2007 został wyznaczony na administratora apostolskiego diecezji Yagoua.

### Episkopat
31 maja 2008 papież Benedykt XVI mianował go biskupem ordynariuszem diecezji Yagoua. Sakrę otrzymał 1 października 2008.